# Comuna Solrød
Solrød (Solrød Kommune) este o comună din regiunea Sjælland, Danemarca, cu o suprafață totală de 40,49 km² și o populație de 21.072 de locuitori (2011).